# Posada Górna
Posada Górna [pronunciación en polaco: /pɔˈsada ˈɡurna/] (en ucraniano: Посада Горішня, Posada Horishnia) es un pueblo ubicado en el distrito administrativo de Gmina Rymanów, dentro del Condado de Krosno, Voivodato de Subcarpacia, en el sur de Polonia oriental. Se encuentra aproximadamente a 2 kilómetros al oeste de Rymanów, a 16 kilómetros al sureste de Krosno, y a 53 kilómetros al sur de la capital regional Rzeszów.
El pueblo tiene una población de 1,600 habitantes.